# Serge Kribus
Serge Kribus, né à Bruxelles en 1962, est un écrivain, metteur en scène et comédien belge.

## Biographie
Né à Bruxelles en 1962, Serge Kribus a écrit une vingtaine de pièces de théâtre. Il est aussi l’auteur d’une dizaine de scénarios et écrit également pour la jeunesse.
Sa première pièce, Arloc, écrite en 1987, est créée au Théâtre national de la Colline en 1995-96 dans une mise en scène de Jorge Lavelli. La distribution compte alors Catherine Hiegel, Michel Aumont, Isabelle Carré et Marc Citti. Il écrit ensuite Le Grand Retour de Boris S. qui est mise en scène par Marcel Bluwal au Théâtre de l'Œuvre en 2000-2001 : Serge Kribus y donne alors lui-même la réplique à Michel Aumont dans une confrontation théâtrale douloureuse entre un père et un fils juifs.
Serge Kribus a reçu de nombreuses distinctions littéraires, dont le prix de la Critique, le prix Beaumarchais, le prix de la SACD, le prix Lucien Barrière et plusieurs nominations aux Molières.
Il anime des ateliers d’écriture depuis vingt ans pour des enfants, des adolescents ou des adultes et dispense également un atelier d’écriture à l'Université Sorbonne-Nouvelle, Paris 3.
Ses textes sont publiés aux éditions Actes Sud-Papiers. Ils sont traduits et joués à l’étranger. Comme comédien, Serge Kribus a joué dans une quinzaine de pièces. Il a tourné sous la direction notamment de Tonie Marschall, Yves Boisset, Radu Mihaïleanu, Edouard Molinaro, Robert Guédiguian, Nina Companeez ou Pierre Salvadori.
Fin 2017, il met en scène le seule-en-scène biographique Clara Haskil, prélude et fugue qu'il a lui-même écrit, avec Anaïs Marty dans le rôle de la pianiste roumaine Clara Haskil. La pièce est jouée au Théâtre Blocry en Belgique et à l'Institut culturel roumain en France, en partenariat avec l'Ambassade de Roumanie et le Centre Wallonie-Bruxelles. Le texte paraît dans la Collection des quatre-vents de L'avant-scène théâtre en janvier 2019. 

## Œuvres publiées
- Arloc ou Le grand voyage[7], Prix triennal du théâtre 1996, suivi de Le grand retour de Boris Spielman[8], Actes Sud-Papiers, Paris, 1993  (ISBN 2-86943-366-2)
- Antonin et Mélodie, Actes Sud, Arles, 1996  (ISBN 2-7427-0413-2)[9]
- La chanson de septembre, Actes Sud-Papiers, Arles, 2000  (ISBN 2-7427-2431-1)[10]
- Le Murmonde[11], suivi de Chargé[12], Actes Sud-Papiers, Arles, 2000  (ISBN 2-7427-2623-3)
- Marion, Pierre et l'oiseau : théâtre, Actes Sud-Papiers, Arles, 2004  (ISBN 2-7427-4789-3) mis en scène au théâtre des sources par Jean-Claude Penchenat
- L'Amérique, Actes Sud-Papiers, Arles, 2005  (ISBN 2-7427-5710-4)[13]
- Thélonius et Lola : théâtre, illustrations de Régis Lejonc, Actes Sud-Papiers, 2011
- Clara Haskil, prélude et fugue, Collection des quatre-vents, L'avant-scène théâtre, 2019  (ISBN 978-2-7498-1443-8)

## Au théâtre

### Comme comédien
- 2001 : Le Grand Retour de Boris S. de Serge Kribus, mise en scène Marcel Bluwal, Théâtre de l'Œuvre
- 2012 : Le Grand Retour de Boris S. de Serge Kribus, mise en scène Gilbert Dagon, Théâtre du Mirier
- 2004 : Brooklyn Boy de Donald Margulies, mise en scène Michel Fagadau, Comédie des Champs-Élysées

### Comme metteur en scène
- 2017 : Clara Haskil, prélude et fugue de Serge Kribus, mise en scène Serge Kribus, avec Anaïs Marty

## Filmographie

### Cinéma
- 1995 : Le Nez au vent de Dominique Guerrier
- 1998 :  Train de vie de Radu Mihaileanu : Schtroul
- 2005 :  Le Promeneur du Champ-de-Mars de Robert Guédiguian : Riou, le chauffeur
- 2018 : Pupille de Jeanne Herry

### Télévision
- 1997 : Le Pantalon, téléfilm d'Yves Boisset : Sergent de Velna
- 1998 : Une leçon d'amour, téléfilm de Alain Tasma : Denis
- 2003 : Mon voisin du dessus, téléfilm de Laurence Katrian : Pierre
- 2007 : Voici venir l'orage..., téléfilm de Nina Companeez : Sammy, l'employé boucher des Stern
- 2013 : Les Vieux Calibres, téléfilm  de Marcel Bluwal et Serge De Closets : Chicheportiche

## Distinctions
- Prix SACD 2006 : Prix Théâtre de la SACD
- Prix Tenue de ville 1996 du meilleur auteur